# جورج أدولف إيرمان
جورج أدولف إيرمان (بالألمانية: Georg Adolf Erman)‏ (و. 1806 – 1877 م) هو فيزيائي، وعالم طبيعي، وأستاذ جامعي من ألمانيا . ولد في برلين.
وكان عضواً في الجمعية الملكية .
توفي في برلين ، عن عمر يناهز 71 عاماً.

## التعليم
تعلم في جامعة هومبولت في برلين، وجامعة كونيغسبرغ

## مناصب وهيئات
أدار جامعة كونيغسبرغ، وجامعة هومبولت في برلين.

## جوائز
حصل على جوائز منها:
- ميدالية الراعي  [لغات أخرى]‏ (1844).